# 10. ceremonia wręczenia nagród British Academy Games Awards
10. ceremonia wręczenia nagród British Academy Games Awards za rok 2013 odbyła się 12 marca 2014 w Tobacco Dock, w Londynie. Galę po raz szósty poprowadził komik i prezenter telewizyjny Dara Ó Briain.

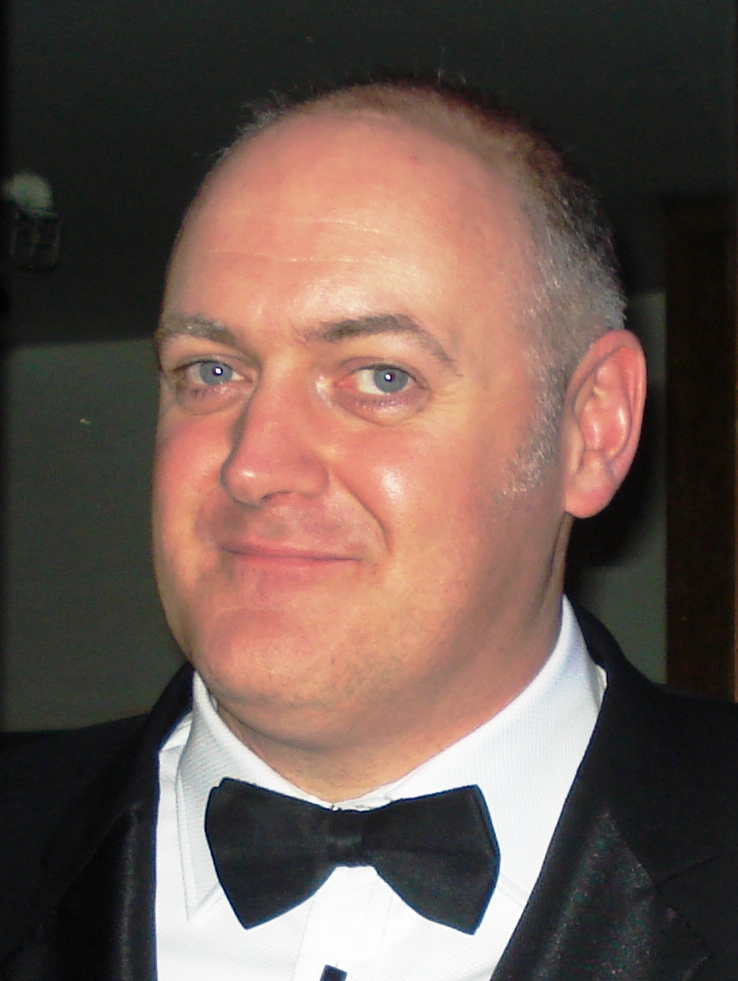
Dara Ó Briain poprowadził 10. ceremonię rozdania British Academy Video Games Awards

## Zwycięzcy i nominowani

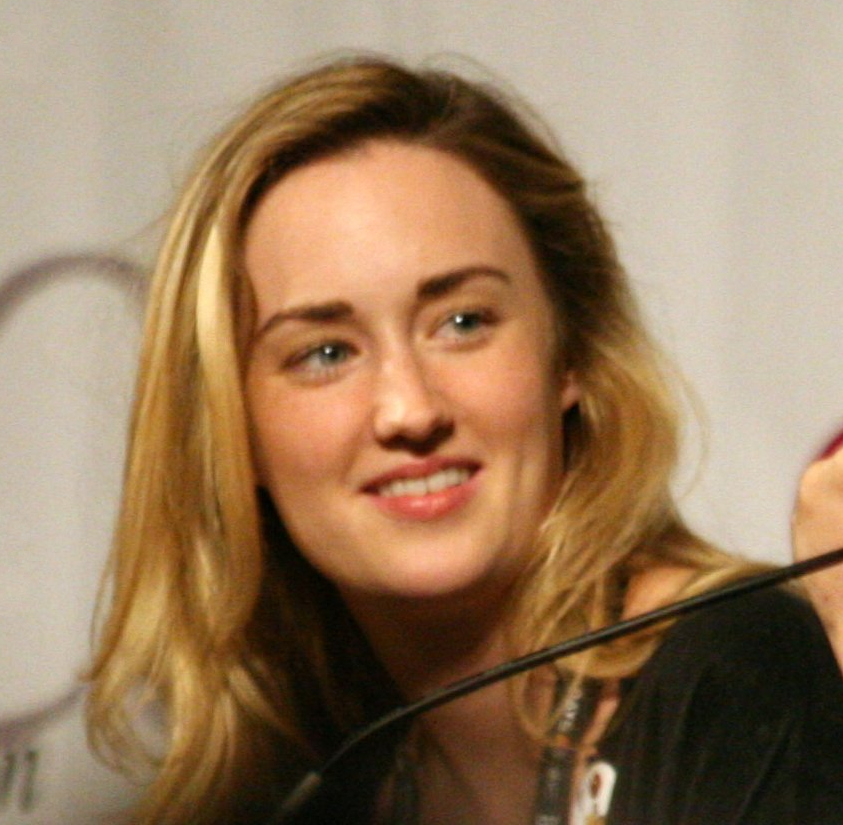
Ashley Johnson, zwyciężczyni nagrody za występ

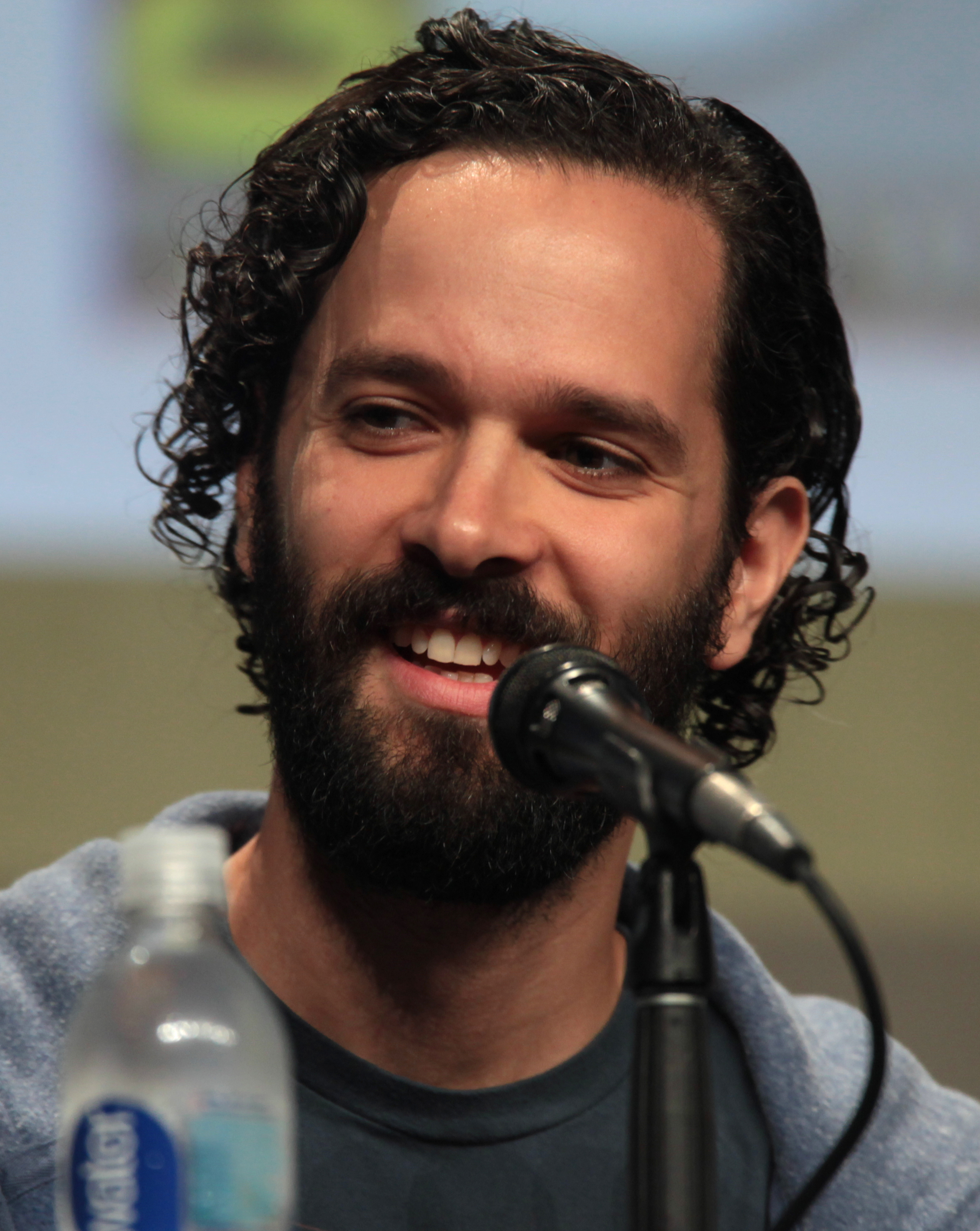
Neil Druckmann, zwycięzca nagrody za historię

Rockstar Games otrzymała nagrodę BAFTA Fellowship (nagroda za całokształt twórczości). Nagrodę odebrali Dan Houser, Sam Houser, Leslie Benzies i Aaron Garbut.

Nominacje do nagrody BAFTA za rok 2013 zostały ogłoszone 12 lutego 2014 roku.
Zwycięzców ogłoszono w dniu ceremonii, 12 marca 2014 roku.
Poniżej przedstawiono nominowanych i zwycięzców w poszczególnych kategoriach (zwycięzcy zostali wyróżnieni pogrubioną czcionką).

### Akcja i przygoda
- The Last of Us – zespół deweloperski
  - Assassin’s Creed IV: Black Flag – zespół deweloperski
  - Badland – Johannes Vuorinen i Juhana Myllys
  - Grand Theft Auto V – zespół deweloperski
  - Lego Marvel Super Heroes – Jon Burton, Arthur Parsons i Phillip Ring
  - Tomb Raider – zespół deweloperski

### Brytyjska gra
- Grand Theft Auto V – zespół deweloperski
  - DmC: Devil May Cry –zespół deweloperski
  - Gunpoint – Tom Francis, John Roberts i Ryan Ike
  - Lego Marvel Super Heroes – Jon Burton, Arthur Parsons i Phillip Ring
  - Tearaway – zespół deweloperski
  - The Room Two – zespół deweloperski

### Debiut
- Gone Home – zespół deweloperski
  - Badlands – Johannes Vuorinen i Juhana Myllys
  - Castles in the Sky – Jack de Quidt i Dan Pearce
  - Gunpoint – Tom Francis, John Roberts i Ryan Ike
  - Remember Me – Jean-Maxime Moris, Hervé Bonin i Oskar Guilbert
  - The Stanley Parable – zespół deweloperski

### Gra familijna
- Tearaway – zespół deweloperski
  - Animal Crossing: New Leaf – zespół deweloperski
  - Brothers: A Tale of Two Sons – zespół deweloperski
  - Rayman Legends – Michael Ancel, Christophe Heral i Jean-Christophe Alessandri
  - Skylanders: Swap Force – zespół deweloperski
  - Super Mario 3D World – zespół deweloperski

### Gry mobilne i kieszonkowe
- Tearaway – zespół deweloperski
  - Badlands – Johannes Vuorinen i Juhana Myllys
  - Device 6 – zespół deweloperski
  - Plants vs. Zombies 2: It’s About Time – zespół deweloperski
  - Ridiculous Fishing – zespół deweloperski
  - The Room Two – zespół deweloperski

### Gra sportowa
- FIFA 14 – zespół deweloperski
  - F1 2013 – zespół deweloperski
  - Football Manager 2014 – zespół deweloperski
  - Forza Motorsport 5 – Bill Giese, Dave Gierok i Barry Feather
  - Grid 2 – zespół deweloperski
  - NBA 2K14 – zespół deweloperski

### Gra strategiczna lub symulacyjna
- Papers, Please – Lucas Pope
  - Civilization V: Nowy wspaniały świat – zespół deweloperski
  - Democracy 3 – Cliff Harris
  - Forza Motorsport 5 – Bill Giese, Davie Gierok i Barry Feather
  - Surgeon Simulator 2013 – zespół deweloperski
  - XCOM: Enemy Within – zespół deweloperski

### Historia
- The Last of Us – Neil Druckmann i Bruce Straley
  - Brothers: A Tale of Two Sons – zespół deweloperski
  - Gone Home – zespół deweloperski
  - Grand Theft Auto V – Dan Houser, Rupert Humphries
  - Ni no Kuni: Wrath of the White Witch – Akihiro Hino
  - The Stanley Parable – zespół deweloperski

### Innowacja w grze
- Brothers: A Tale of Two Sons – zespół deweloperski
  - Grand Theft Auto V – zespół deweloperski
  - Papers, Please – Lucas Pope
  - Tearaway – zespół deweloperski
  - The Stanley Parable – zespół deweloperski
  - Year Walk – zespół deweloperski

### Najlepsza gra
- The Last of Us – zespół deweloperski
  - Assassin’s Creed IV: Black Flag – zespół deweloperski
  - Grand Theft Auto V – zespół deweloperski
  - Papers, Please – Lucas Pope
  - Super Mario 3D World – zespół deweloperski
  - Tearaway – zespół deweloperski

### Osiągnięcie artystyczne
- Tearaway – zespół deweloperski
  - Beyond: Two Souls – John Rostron, David Cage i Guillaume De Fondaumiere
  - BioShock Infinite – Scott Sinclair, Shawn Robertson, Stephen Alexander
  - Device 6 – zespół deweloperski
  - Ni no Kuni: Wrath of the White Witch – Yoshiyuki Momose
  - The Last of Us – zespół deweloperski

### Oryginalna muzyka
- BioShock Infinite – James Bonney i Garry Schyman
  - Assassin’s Creed IV: Black Flag – Brian Tyler i Aldo Sampaio
  - Beyond: Two Souls – Lorne Balfe
  - Super Mario 3D World – Mahito Yokota i Kōji Kondō
  - Tearaway – Kenneth C M Young i Brian D'Oliveira
  - The Last of Us – Gustavo Santaolalla

### Osiągnięcie audio
- The Last of Us – zespół deweloperski
  - Battlefield 4 – zespół deweloperski
  - BioShock Infinite – Patrick Balthrop, Scott Haraldsen i James Bonney
  - Device 6 – zespół deweloperski
  - Grand Theft Auto V – zespół deweloperski
  - Tomb Raider – zespół deweloperski

### Projekt gry
- Grand Theft Auto V – zespół deweloperski
  - Assassin’s Creed IV: Black Flag – zespół deweloperski
  - Papers, Please – Lucas Pope
  - Tearaway – zespół deweloperski
  - The Last of Us – zespół deweloperski
  - Tomb Raider – zespół deweloperski

### Tryb wieloosobowy
- Grand Theft Auto V – zespół deweloperski
  - Battlefield 4 – zespół deweloperski
  - Dota 2 – zespół deweloperski
  - Super Mario 3D World – zespół deweloperski
  - The Last of Us – zespół deweloperski
  - World of Tanks – zespół deweloperski

### Występ
- Ashley Johnson – Ellie w The Last of Us
  - Troy Baker – Joel w The Last of Us
  - Kevan Brighting – Narrator w The Stanley Parable
  - Courtnee Draper – Elizabeth w BioShock Infinite
  - Steven Ogg – Trevor Philips w Grand Theft Auto V
  - Ellen Page – Jodie w Beyond: Two Souls

### BAFTA Fellowship
- Rockstar Games

### BAFTA Ones to Watch Award
- Size DOES Matter – Mattis Delerud, Silje Dahl, Lars Andersen, Trond Fasteraune, Nick La Rooy
  - Project Heera: Diamond Heist – Chinchkar Tanmay Subhash, Shastry Neeraj Pramod, Dhongde Shashank Sunil, Dave Dhruv Prakashchandra, Shriram Srinivasan
  - The Unknown – Chenying Wan, Qiwei Feng, Luyue Zhang, Zhaoxuan Li, Neil Cullen

### Games | BAFTA Young Game Designers: Game Concept in 2014
- Tomatos Role – Rhianna Hawkins
  - Duck – Duck!
  - Incandescent – Lodestar Entertainment
  - Ink – INKling
  - JV Raptor’s School Of Falconry – Jade Randall
  - Meowsic! – Mewsicians
  - Pixel Escape – RFG Hope
  - Randomals – Puca Productions
  - Soot & Smog – Huryley Productions

### Games | BAFTA Young Game Designers: Game Making in 2014
- AlienX – Adam Oliver
  - Beat Hopper – Interquartile Games
  - Cyber Ninja – Team L.I.S
  - Delvinator – Memory Melt
  - How Not To Be Human – Pushkin
  - Laser Rift – Clemens von Stengel
  - Robo-Cat – One Maker
  - Ultimate Tower Defence – Suggy

### Gry, które otrzymały wiele nagród lub nominacji
| Nominacje | Gra                                  |
| --------- | ------------------------------------ |
| 10        | The Last of Us                       |
| 9         | Grand Theft Auto V                   |
| 8         | Tearaway                             |
| 4         | Assassin’s Creed IV: Black Flag      |
| 4         | BioShock Infinite                    |
| 4         | Papers, Please                       |
| 4         | Super Mario 3D World                 |
| 4         | The Stanley Parable                  |
| 3         | Badlands                             |
| 3         | Beyond: Two Souls                    |
| 3         | Brothers: A Tale of Two Sons         |
| 3         | Device 6                             |
| 3         | Tomb Raider                          |
| 2         | Battlefield 4                        |
| 2         | Forza Motorsport 5                   |
| 2         | Gone Home                            |
| 2         | Gunpoint                             |
| 2         | Lego Marvel Super Heroes             |
| 2         | Ni no Kuni: Wrath of the White Witch |
| 2         | The Room Two                         |

| Nagrody | Gra                |
| ------- | ------------------ |
| 5       | The Last of Us     |
| 3       | Grand Theft Auto V |
| 3       | Tearaway           |